# Колібрі-якобін
Колібрі-якобін (Florisuga) — рід серпокрильцеподібних птахів родини колібрієвих (Trochilidae). Представники цього роду мешкають в Мексиці, Центральній і Південній Америці.

## Види
Виділяють два види:
- Колібрі-якобін синьоголовий (Florisuga mellivora)
- Колібрі-якобін чорний (Florisuga fusca)

## Етимологія
Наукова назва роду Florisuga походить від сполучення слів лат. floris — квітка і sugere — смоктати.